# Pozdišovská keramika

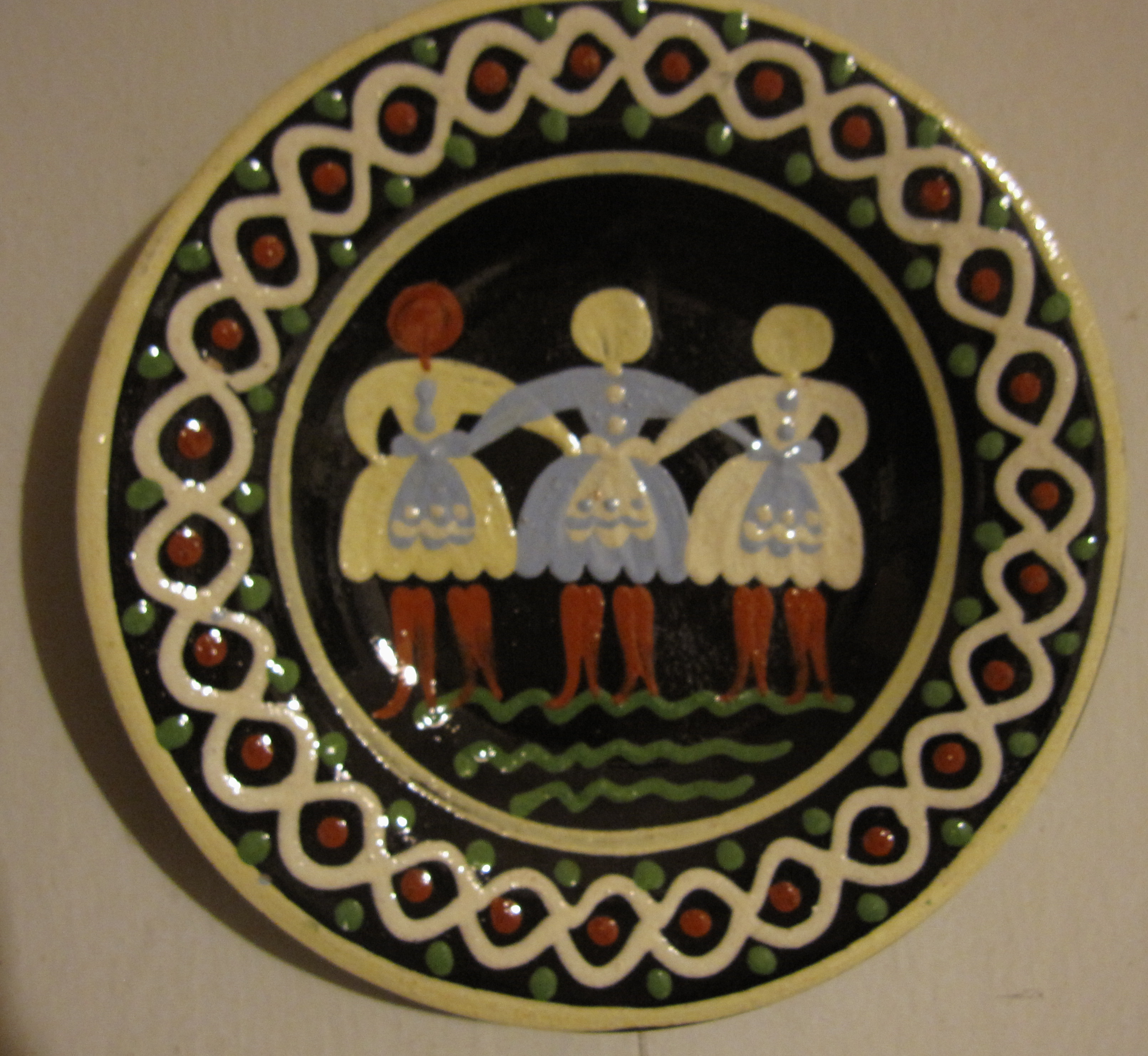
Pozdišovská majolika – talířek, 20. století, Slovensko

Pozdišovská keramika je druh značkové keramiky s několikasetletou tradicí výroby na území východního Slovenska v obci Pozdišovce. Je to keramika – hrnčina – vyráběna z kaolinové hlíny, která se těžila v okolí obce Pozdišovce v Ondavské vrchovině. Její část „Pozdišovský chrbát“ obsahuje v hloubce od 0,5 m do 12 m ložisko kvalitního bílého, žlutého a červeného jílu vhodného pro tvorbu této keramiky.

## Dějiny
První písemná zmínka o hrnčíři z okolí Pozdišoviec (z panství Pozdišovce) se datuje na 11. říjen 1416. Ze začátku se vyrábělo užitkové nádobí. Postupně keramikáři začali tvořit dekorativní keramiku, která čerpala vzory z místní tradice ornamentu, ale i z ornamentiky okolních výroben (zejména Sárospatak). V historii této keramiky se vytvářely tři druhy keramického nádobí definováno podle úpravy povrchu:
- Černá keramika[4]
- Neglazovaná keramika
- Glazovaná keramika (= majolika)

Nejstarší zachovaná pozdišovská keramika pochází ze 17. století. Na pozdišovských výrobcích je od r. 1947 charakteristický figurální vzor na tmavém až černém burelovém pozadí. Výrobní keramický závod používající nové technologie fungoval pod názvem Kermex s.r.o. do r. 2006. Vyráběla se užitná i ozdobná keramika. Zpočátku zde byly dílny zabývající se výrobou užitkového nádobí. Postupně se začala vyrábět dekorativní keramika s využitím ornamentálního dekoru v lidovém stylu. Užitná strojově vyráběná keramika se zde stala hlavní částí produkce.
V Pozdišovcích je pouze jediná soukromá dílna mistra keramik, v níž se tvoří výhradně ručně vyráběná majolika. Je to dílna mistra Jána Parikrupa-Šipara. (nar. 1942). V jeho rodě je tradice keramiky stará 300 let.
Pozdišovská keramika a pozdišovská majolika jsou výrobky s ochrannou známkou. Originální ruční keramické výrobky z Pozdišovců se prodávají pouze pod touto ochrannou známkou.

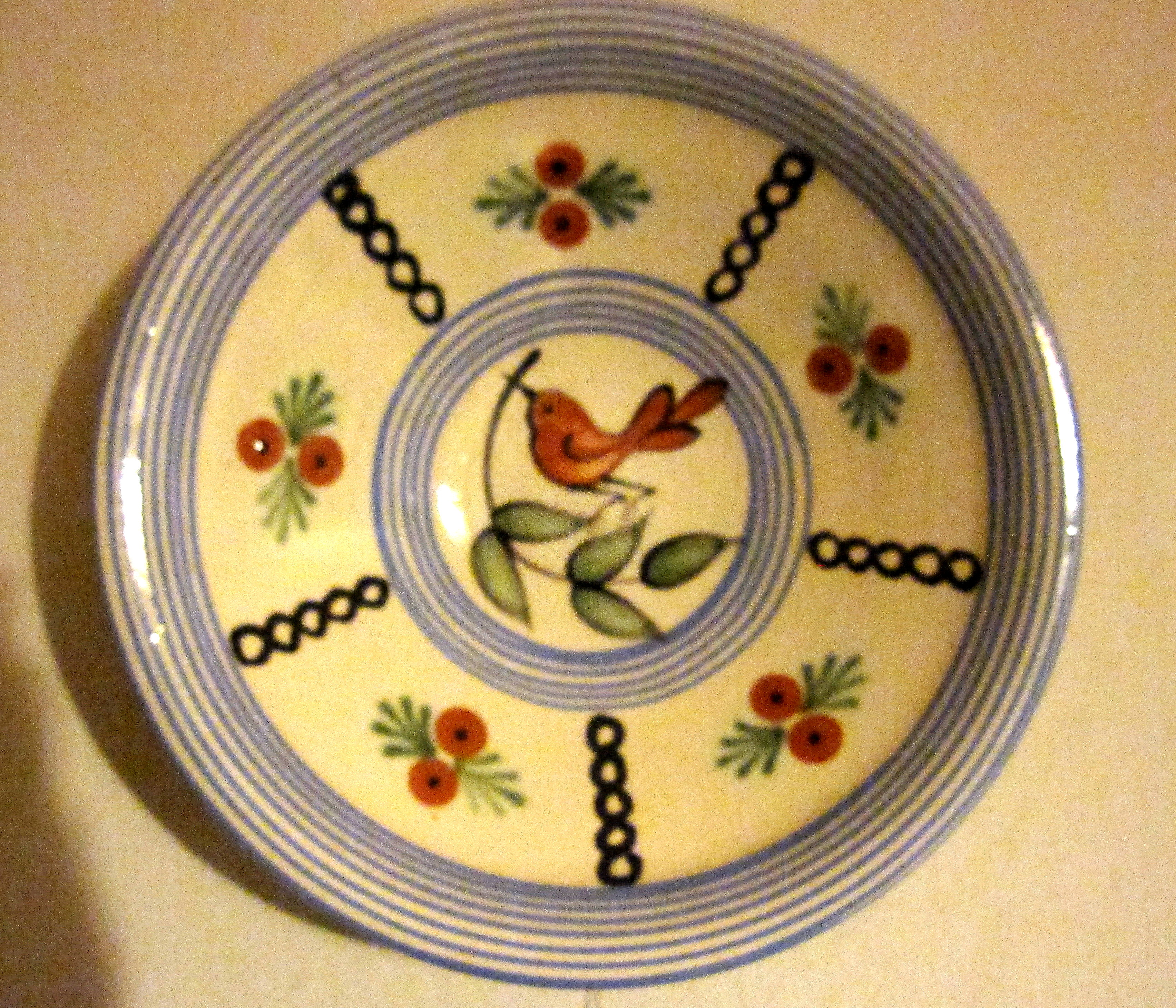
Pozdišovská keramika – velký talíř, 20. stol.
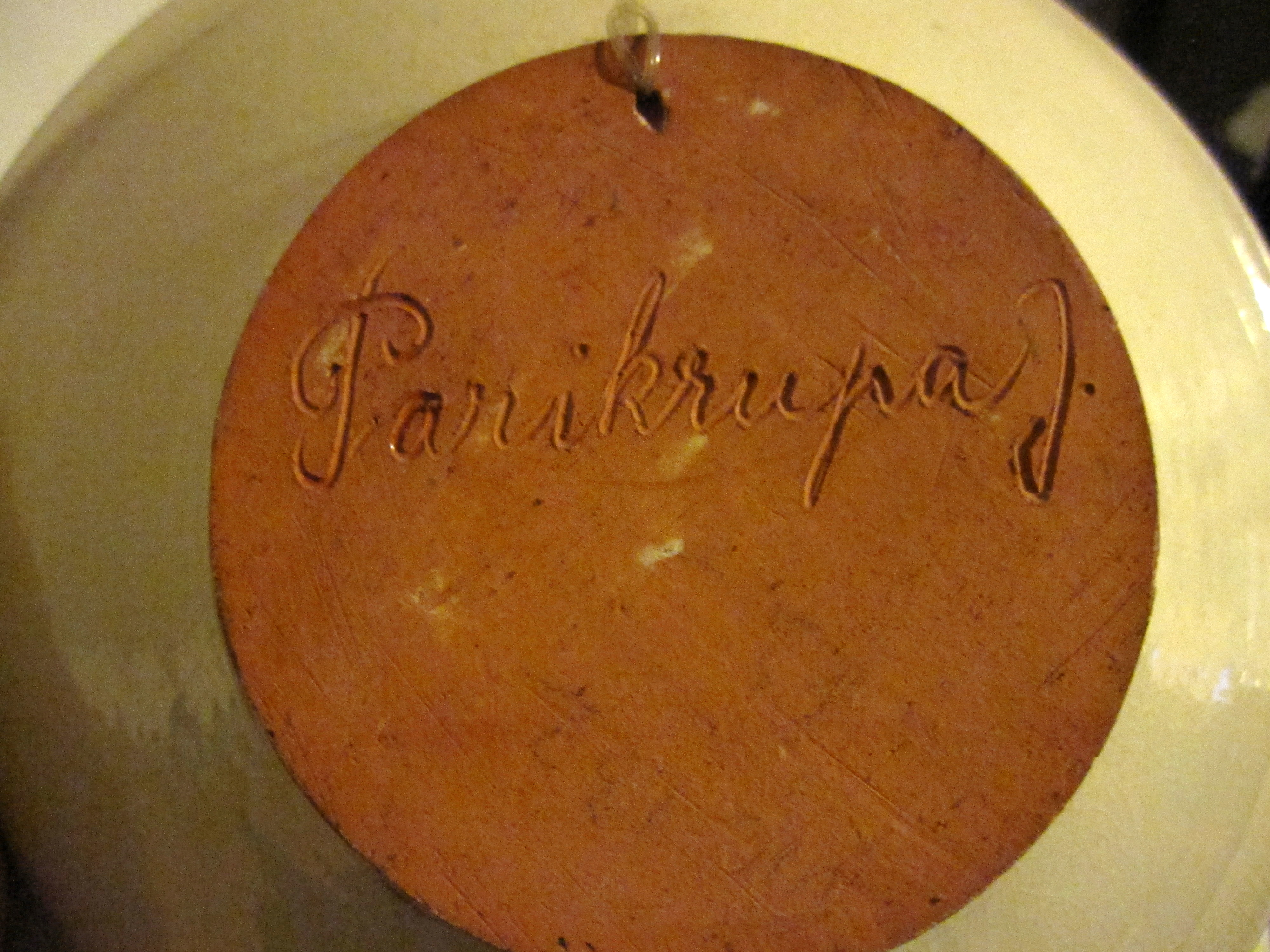
Signatura mistra Parikrupa, 20. stol.
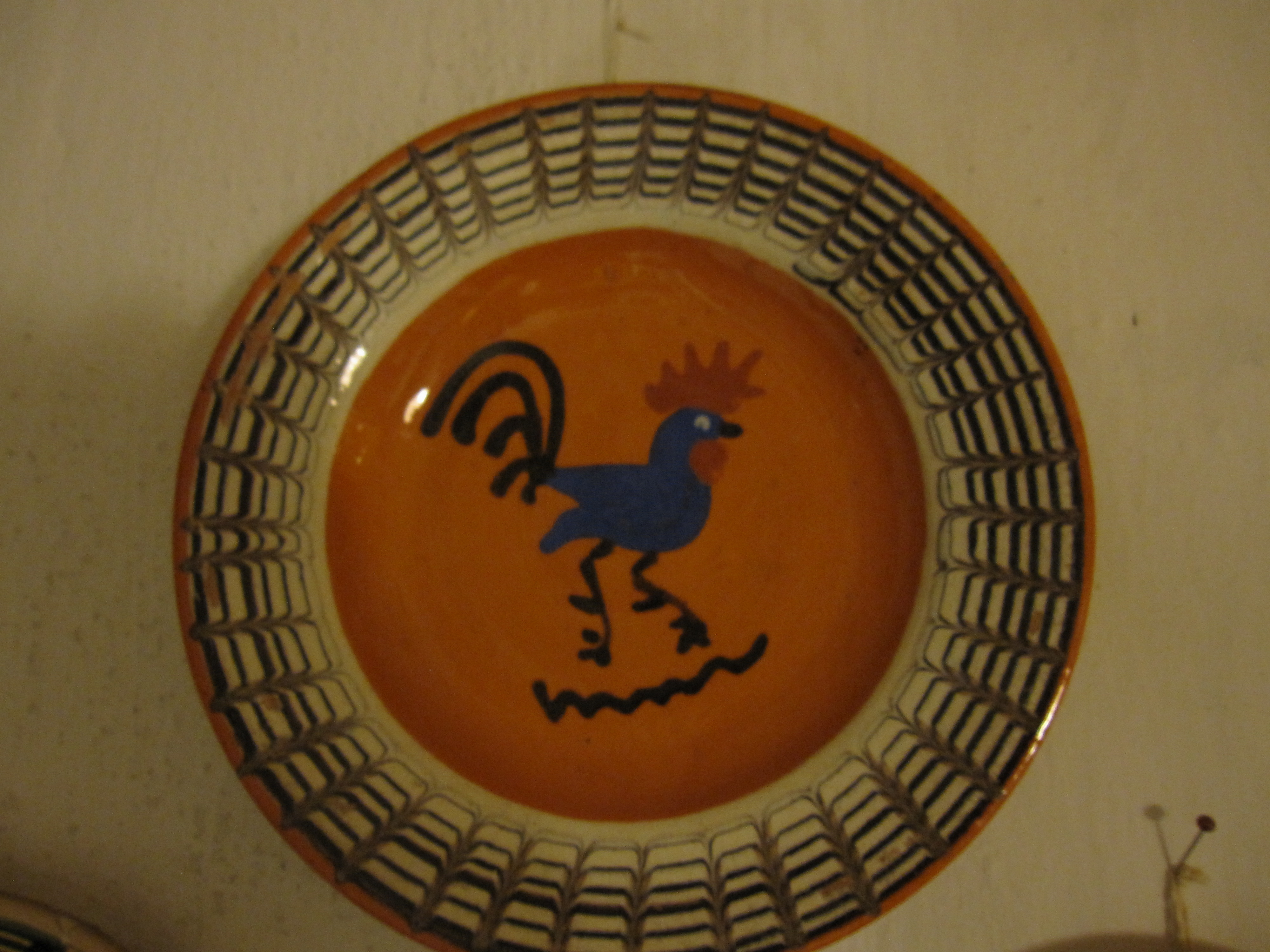
Talířek – Pozdišovská keramika, 20. stol.
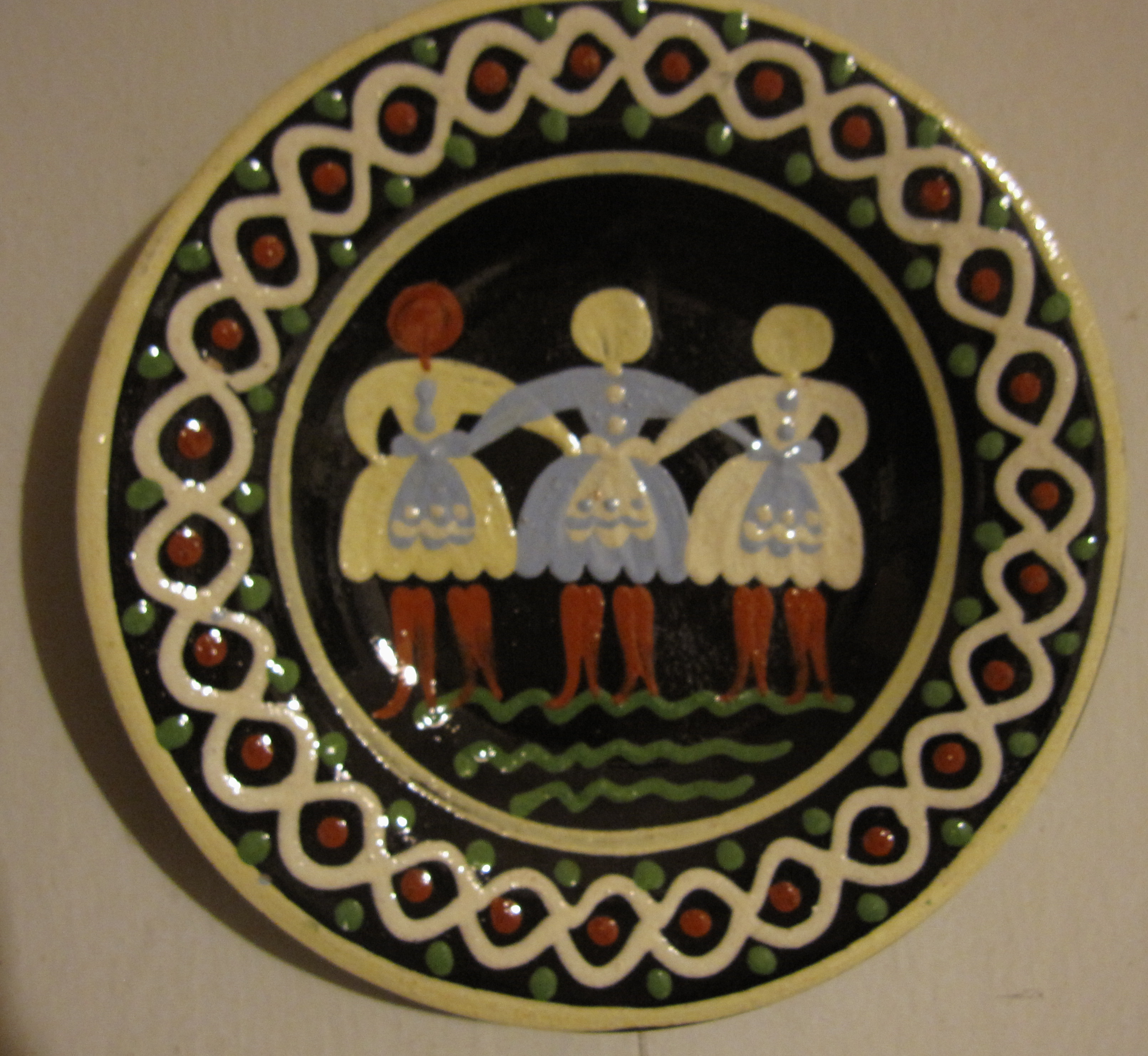
Talířek – Pozdišovská majolika – Tanečnice
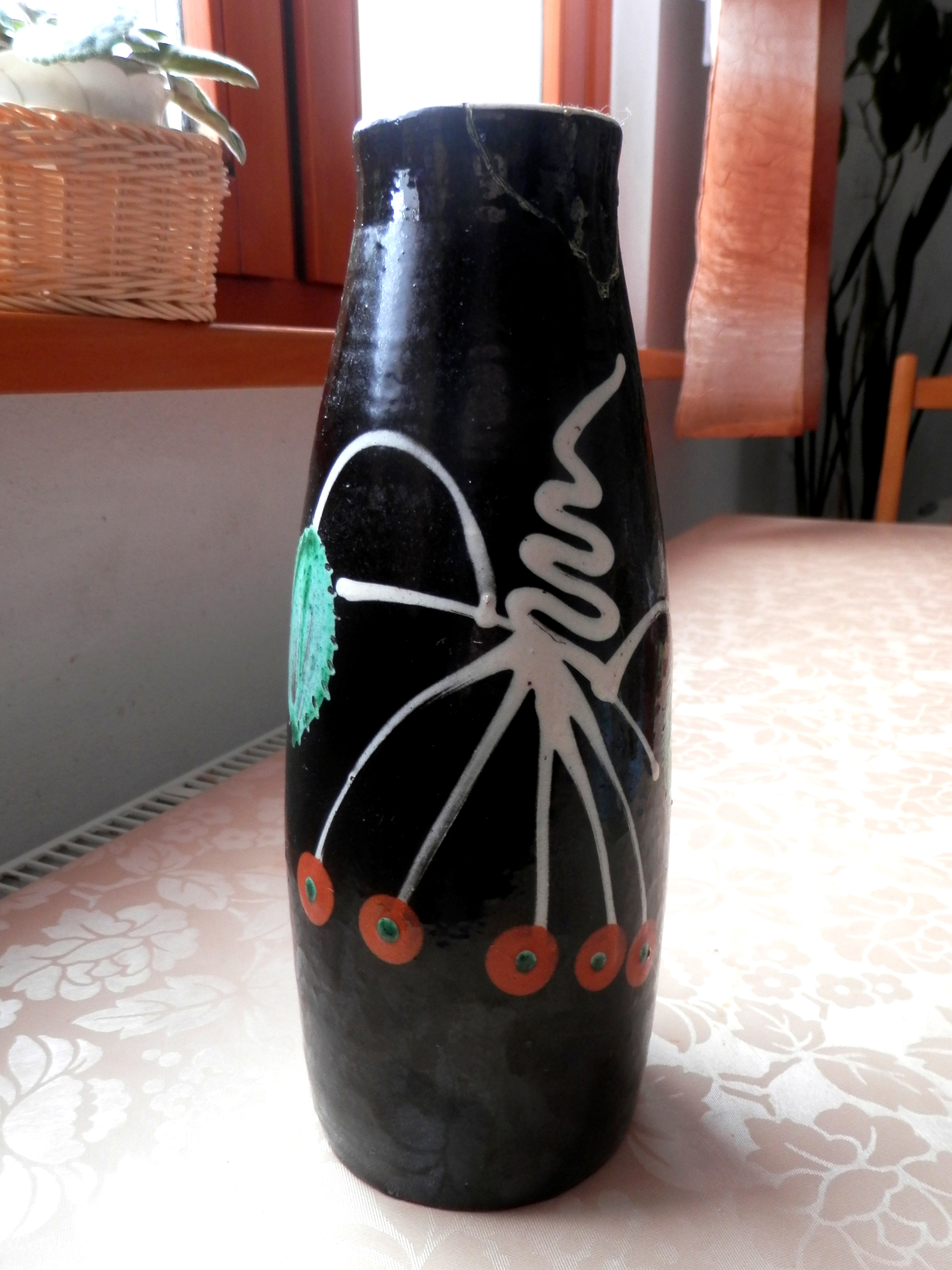
Pozdišovská keramika, 20. stol
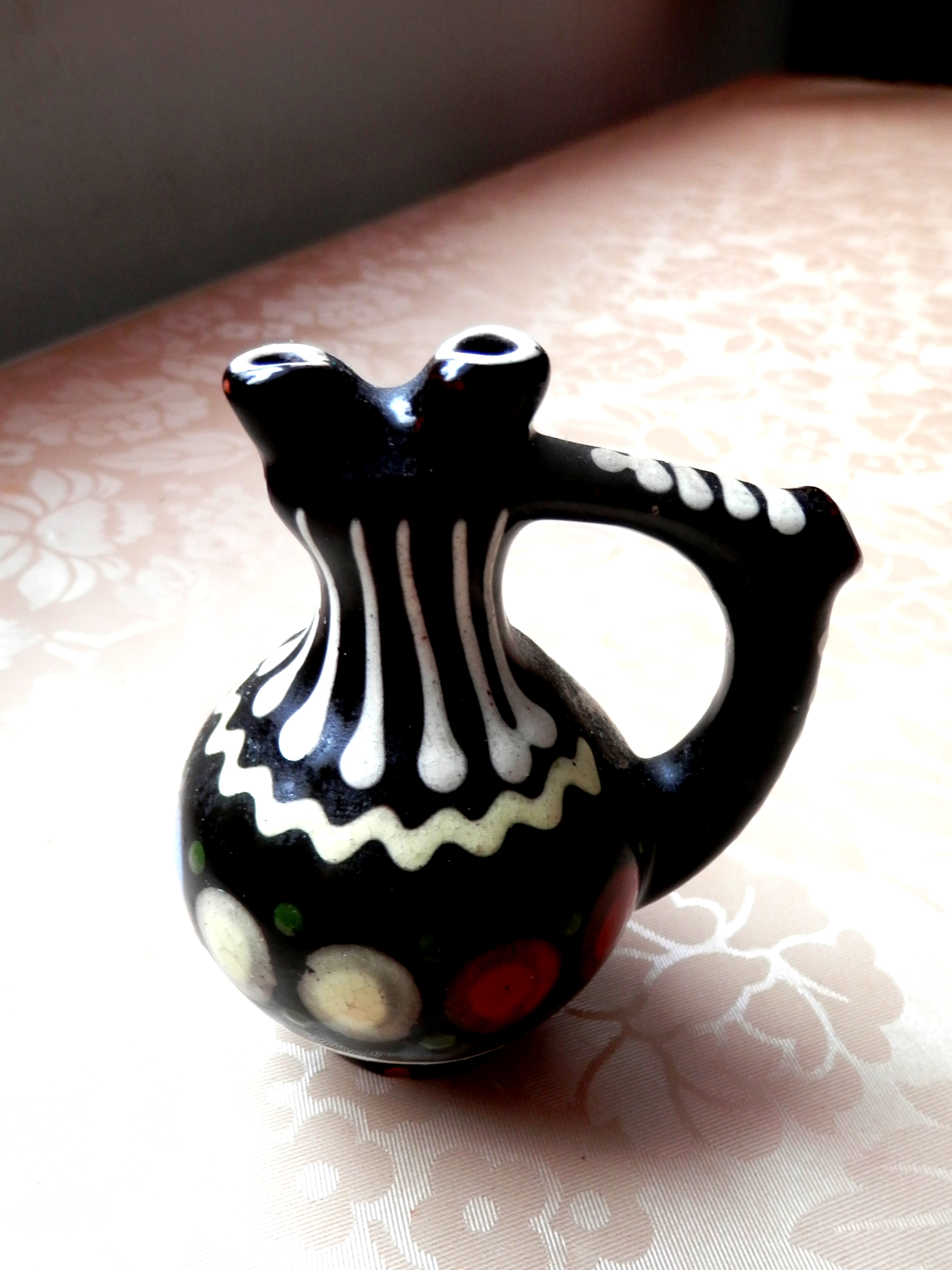
Pozdišovská keramika, 20. stol
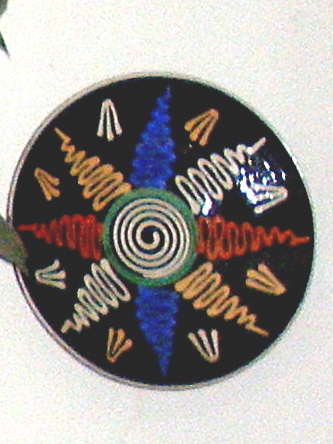
Pozdišovská keramika – talíř, 20. stol